# Golf von Honduras

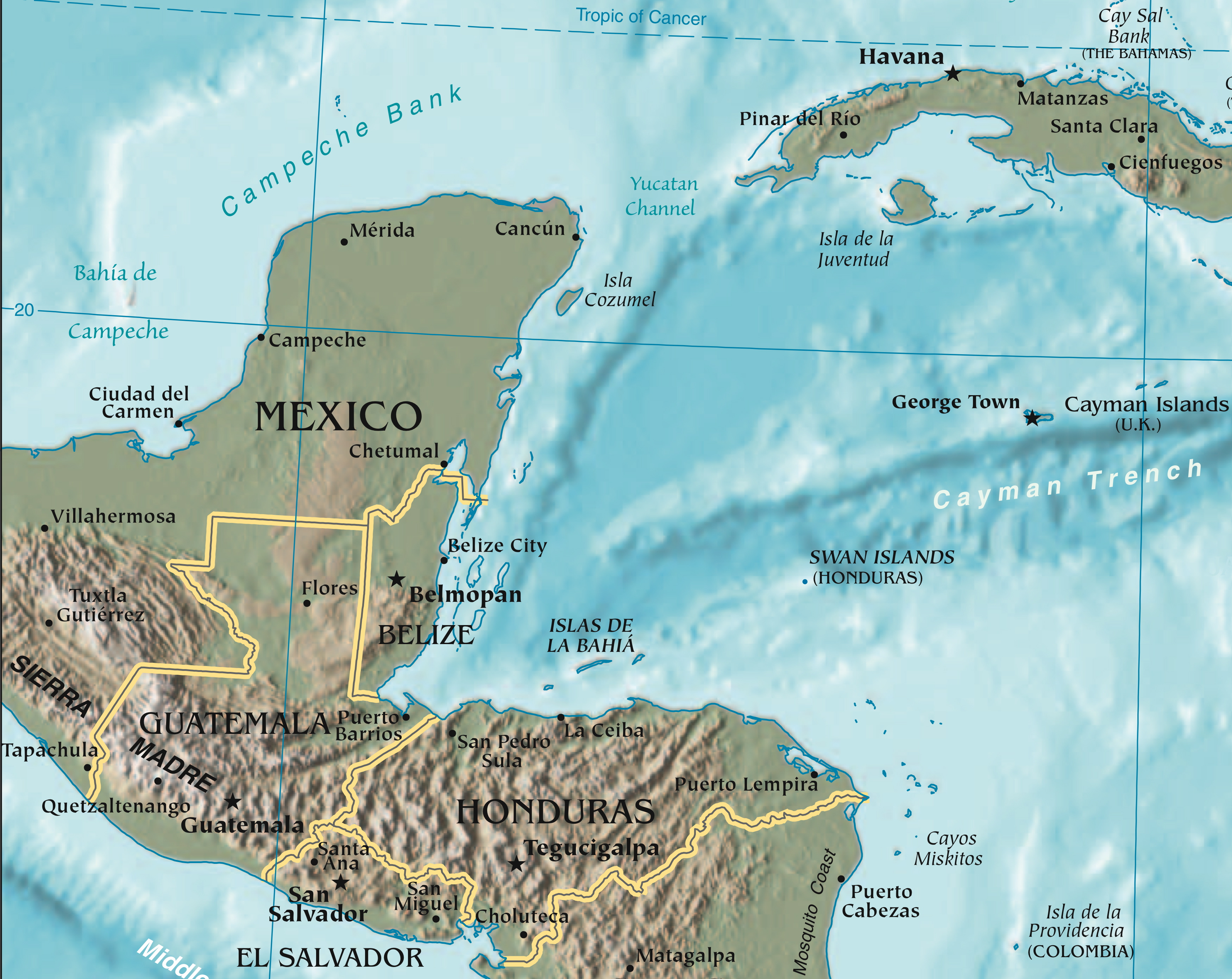
Der Golf von Honduras befindet sich in der Mitte dieser Karte

Der Golf oder die Bucht von Honduras ist eine große Bucht der Karibik und wird von den Küsten von Belize, Honduras und Guatemala begrenzt. Die östliche Begrenzung bildet eine 200 Kilometer lange Linie zwischen Dangriga in Belize und La Ceiba in Honduras.
Viele Flüsse Mittelamerikas münden in den Golf; unter anderem der Río Motagua und der Ulúa. Der Lago de Izabal in Guatemala ist über die Schlucht des Río Dulce mit dem Golf verbunden.
Im Golf von Honduras liegen eine große Anzahl kleiner Inseln (cays) und Riffe, welche zusammen als Pelican Cays bezeichnet werden. Viele Angler besuchen den Golf von Honduras, um Marline zu fangen, welche dort häufig vorkommen. Insbesondere Caye Caulker und Ambergris Caye sind beliebte Ziele für touristische Ausflüge.
Immer wieder bilden sich im Golf von Honduras Hurrikane die teilweise verheerende Auswirkungen haben – so richtete zum Beispiel Hurrikan Hattie im Jahr 1961 große Schäden in Belize an.